# Imre Farkas
Imre Farkas (n. 23 iunie 1935, Budapesta, Regatul Ungariei – d. 10 august 2020, Budapesta, Ungaria) a fost un canoist ce a reprezentat Ungaria, medaliat olimpic. A participat la 2 ediții ale Jocurilor Olimpice (1956, 1960) în care a câștigat două medalii de bronz.